# Рдесник плавучий
Рдесник плавучий (Potamogeton natans) — вид багаторічних кореневищних водних трав'янистих росли родини рдесникові (Potamogetonaceae). Етимологія: лат. natans — «плавучий».

## Опис
Стебла циліндричні, без багатьох гілочок, 30–90(до 200) см. Листки спірально розташовані. Плавучі листки матові, верх світло-зелений, від еліптичної до яйцювато-еліптичної форми, до 10(14) × 4,5(8) см, дуже рідко відсутні, їхні ніжки світло-зелені. Занурені листки непрозорі, від світло- до темно-зеленого кольору, лінійні, до 3,5 мм в ширину, часто дуже довгі, на верхівці закруглені, сидячі. Квіткові китиці, щільні, циліндричні, довжиною від 5 до 10 см, загострені на кінці і закруглені біля основи. Плоди 3.8–5 мм, від зеленого до зеленувато-коричневого кольору, зворотно-яйцюваті. Основна відмінність між цим та іншими видами є знебарвлене гнучке з'єднання трохи нижче верхньої частини довгого листового стебла.

## Поширення
Північна Африка: Алжир; Марокко. Кавказ: Вірменія; Азербайджан; Грузія. Азія: Китай; Японія; Корея; Казахстан; Таджикистан; Росія Федерація — Далекий Схід, Передкавказзя, Сибір, європейська частина; Афганістан; Ізраїль; Йорданія; Ліван; Сирія; Непал; Пакистан. Європа: Білорусь; Естонія; Латвія; Литва; Молдова; Україна; Австрія; Бельгія; Чехія; Німеччина; Угорщина; Нідерланди; Польща; Словаччина; Швейцарія; Фарерські острови; Фінляндія; Ісландія; Ірландія; Норвегія; Швеція; Об'єднане Королівство; Албанія; Боснія і Герцеговина; Болгарія; Хорватія; Італія; Чорногорія; Румунія; Сербія; Словенія; Франція; Португалія; Іспанія. Північна Америка: Канада; США; Гренландія. 
Населяє озера, ставки, річки, канави, росте, як правило, більш багатих ґрунтах. Культивується як декоративна рослина.
В Україні вид зростає в озерах, ставках, іноді в річках — по всій території, зазвичай; на півдні Степу і в Криму, рідше.

## Практичне використання
Кореневище має бульбоподібні потовщення, що містять запасні поживні речовини. Місцеве населення Сибіру й Далекого Сходу з давніх часів збирає ці корені для їжі. Споживають сирими або запеченими у попелі, на деревному вугіллі. Смак сирого кореневища рдесника нагадує смак земляного горіха, а печеного — смажених їстівних каштанів.

## Галерея

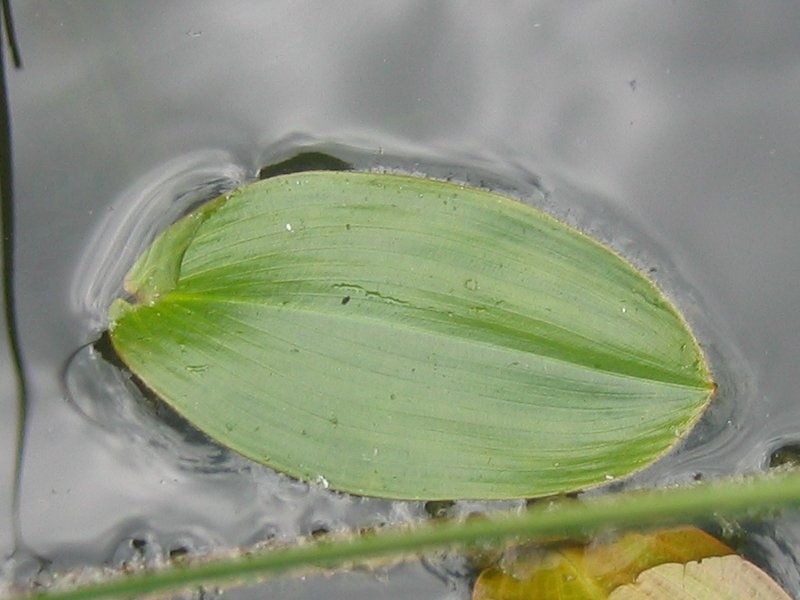
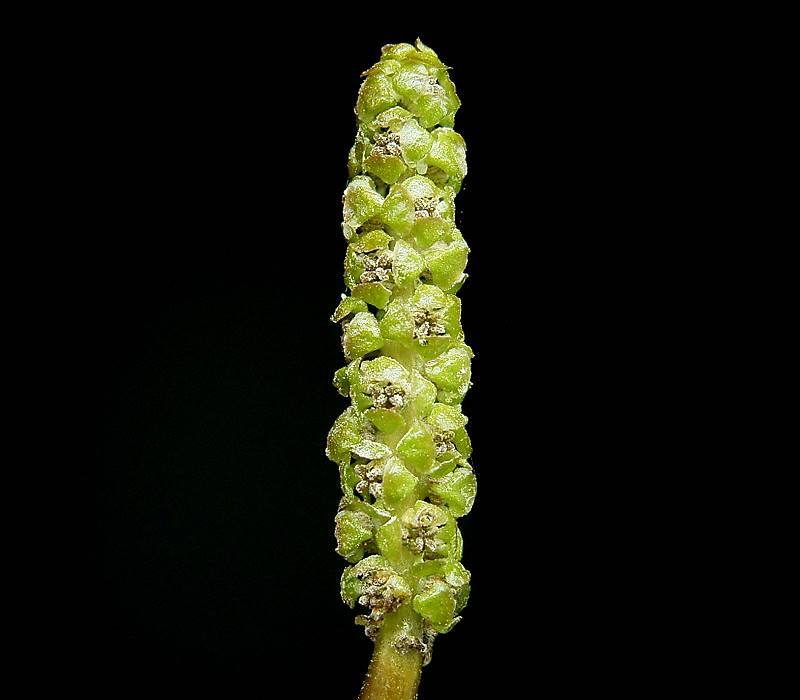
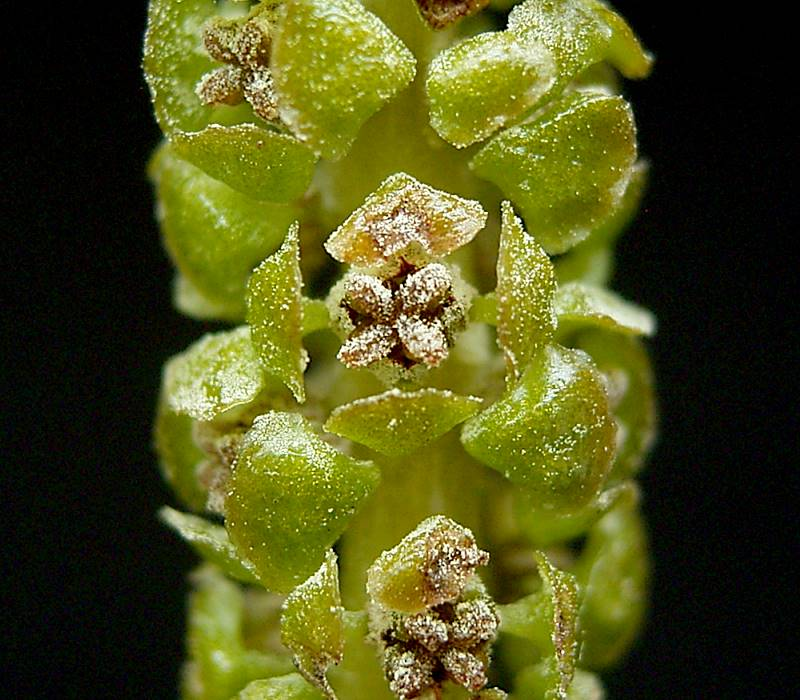
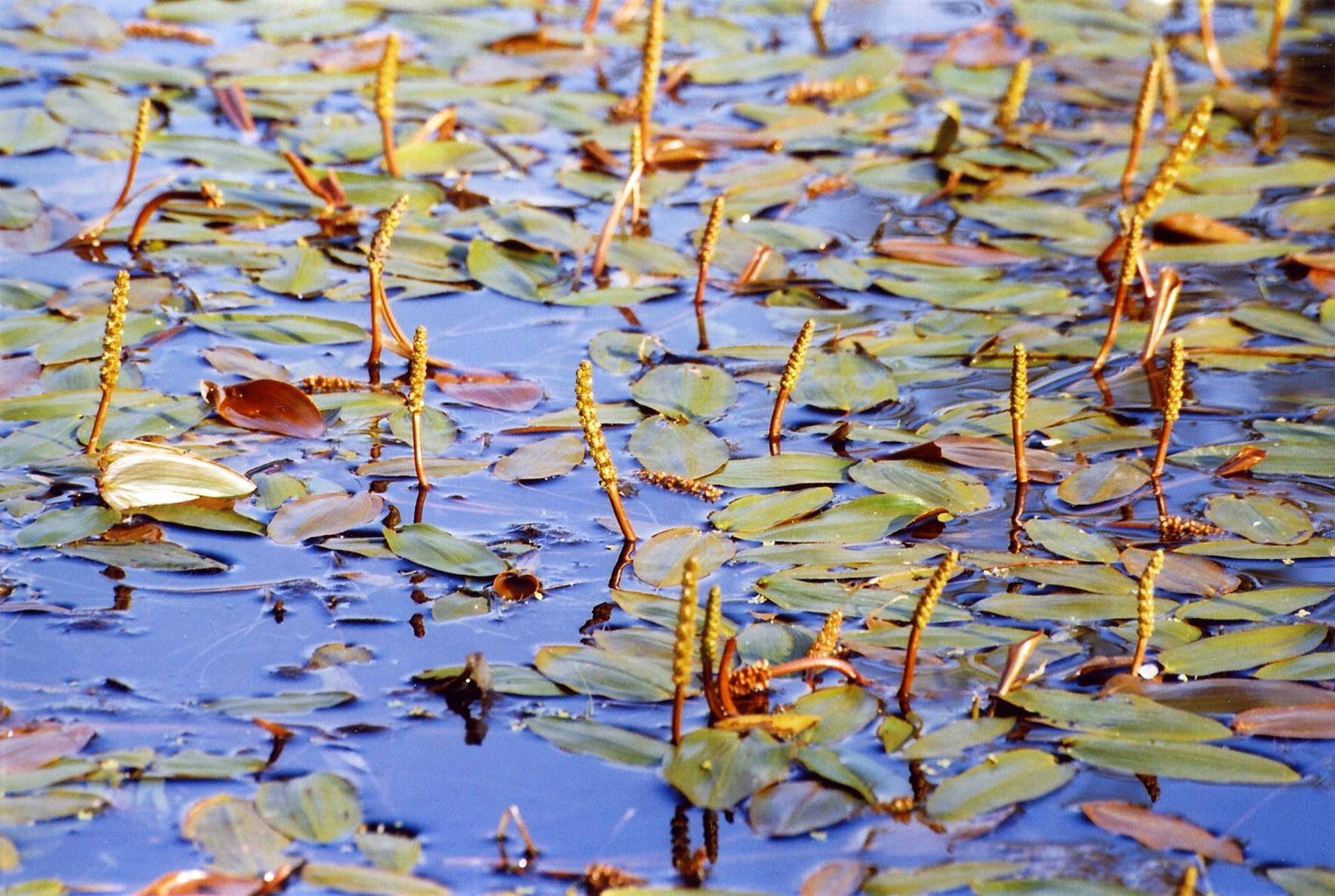
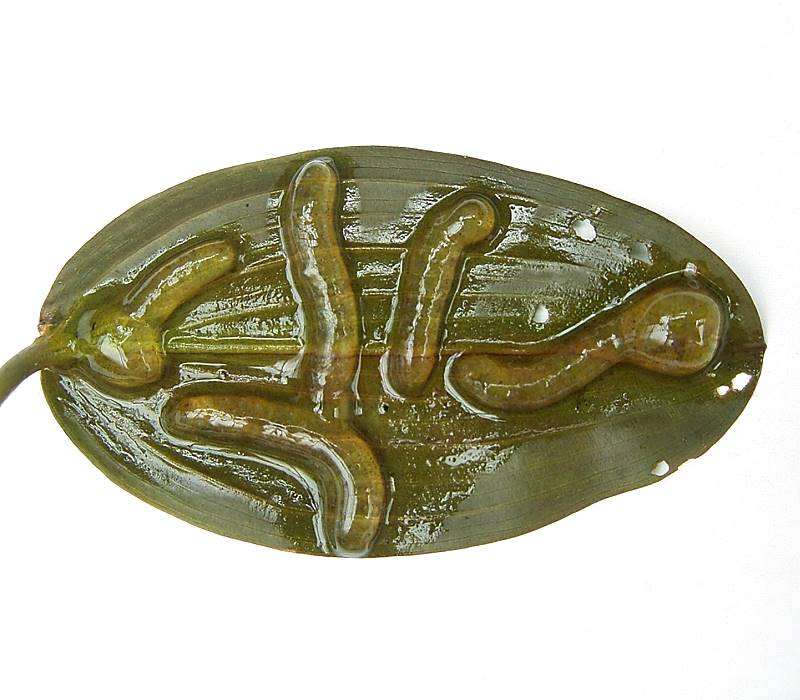
Нижній бік листка